# 8 Tage
8 Tage (bra: 8 Dias) é uma minissérie alemã produzida pela Sky Deutschland e pela produtora Neuesuper, dirigida por Stefan Ruzowitzky e Michael Krummenacher. A série mostra como pessoas diferentes lidam com a ameaça do fim do mundo em oito dias. É estrelada por Christiane Paul e Mark Waschke. Os dois primeiros episódios foram exibidos em fevereiro de 2019 como parte da Berlinale Series na seção Berlinale Special, na 69ª Berlinale. Foi lançada na Sky em 1º de março de 2019.

## Enredo
A Terra está sendo ameaçada por um asteroide com 60 quilômetros de diâmetro, que se encaminha em direção à Europa a 30.000 km. A previsão é dele atingir La Rochelle, na França. As tentativas dos Estados Unidos de explodir o asteroide usando mísseis nucleares ou de desviá-lo da Terra acabam falhando. As chances de sobrevivência na Europa Central são praticamente nulas, de modo que muitos estão fugindo, outros aceitando o fim iminente. As fronteiras da Europa são fechadas e os países vizinhos onde a sobrevivência seria possível não aceitam mais refugiados. A saída para outros países só é possível com restrições especiais de entrada.
Os últimos 8 dias de alguns personagens são apresentados em várias histórias entrelaçadas. O local de ação é predominantemente Berlim.

## Divulgação
Depois que as filmagens de 78 dias em Berlim, Brandemburgo e Baviera foram concluídas, a produtora Neuesuper recebeu o Green Filming Pass da Film Commission Hamburg Schleswig-Holstein por filmagens comprovadamente ambientais e conscientes.
A estreia estava originalmente agendada para o final de 2018. No entanto, em agosto de 2018, foi anunciado que a série seria adiada para o início de 2019 devido a vários outros lançamentos de séries na Sky.

### Marketing
Para promover a série, a Sky colocou anúncios de página inteira no estilo do respectivo jornal na primeira página de vários tabloides, como Hamburger Morgenpost, Berliner Kurier, tz e Express em 22 de fevereiro de 2019, oito dias antes da primeira transmissão. A manchete anunciava o impacto iminente de um asteroide em oito dias. A publicidade foi pensada para dar à primeira vista a impressão de que se tratava de uma reportagem real.

## Prêmios e indicações
Prêmio Alemão de Música de Cinema de 2019
- Prêmio na categoria Melhor Música no Cinema (David Reichelt)[10]

Prêmio Alemão de Atuação de 2019
- Nomeação na categoria de Jovens Talentos (Luisa-Céline Gaffron)[11]